# 尋陽公主 (晉成帝)
尋陽公主（?—?），中国東晋成帝司马衍之女。
寻阳公主嫁给王述之子、王坦之之弟王祎之。王祎之字文邵，少知名，历中书侍郎。年未三十而卒，赠散骑常侍。

## 传记资料
- 《晉書·卷七十五 列传第四十五 王祎之传》